# Fjärranalys

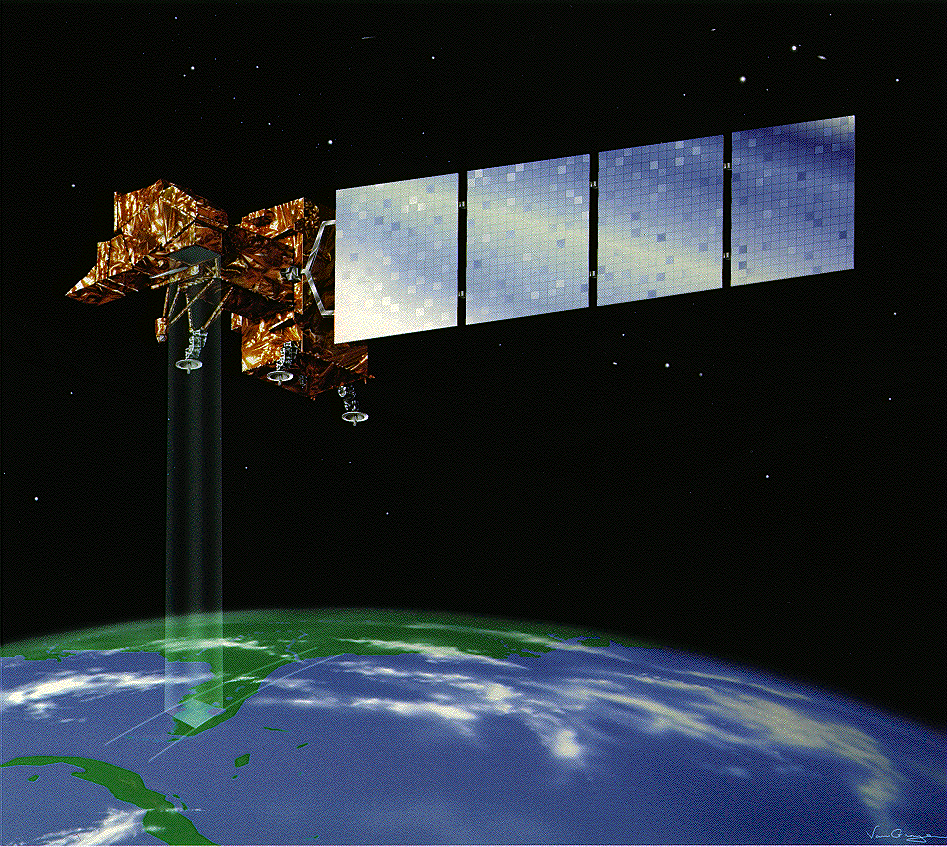
Fjärranalys med Landsat

Fjärranalys är ett vetenskapsområde nära relaterat till bildanalys som avser metoder att göra mätningar av egenskaper hos omgivningen från satellitbilder och flygbilder. Vanliga tillämpningar utgörs av väderobservationer, mätningar av vegetationsegenskaper och miljöföroreningar. Fjärranalystermen hänvisar egentligen till metoden som innebär att man inhämtar information om ett objekt utan att fysiskt vara i kontakt med det. Oftast är sensorn väldigt långt från objektet i fråga.
Fjärranalysens utveckling hänger starkt ihop med militär utveckling och till exempel under första världskriget utvecklades det för att kunna spionera på och kvantifiera fiendens militära styrka. Idag används fjärranalys till exempel för miljöanalys och klimat/väderleksprognoser.
Det nära relaterade området fotogrammetri avser metoder att göra geometriska mätningar i terrängen för kartografi, lantmäteri och byggnader.

## Insamling av data
Insamling kan exempelvis delas upp i passiva och aktiva sensorer. Passiva sensorer registrerar den elektromagnetiska strålning som objekt strålar ut. Aktiva sensorer (till exempel radar) skickar själva ut en signal.